# Самміт-Стейшен (Пенсільванія)
Самміт-Стейшен (англ. Summit Station) — переписна місцевість (CDP) в США, в окрузі Скайлкілл штату Пенсільванія. Населення — 193 особи (2020).

## Географія
Самміт-Стейшен розташований за координатами 40°33′41″ пн. ш. 76°11′59″ зх. д. / 40.56139° пн. ш. 76.19972° зх. д. (40.561412, -76.199651).  За даними Бюро перепису населення США в 2010 році переписна місцевість мала площу 2,82 км², уся площа — суходіл.

## Демографія
Згідно з переписом 2010 року, у переписній місцевості мешкали 174 особи в 80 домогосподарствах у складі 54 родин. Густота населення становила 62 особи/км².  Було 92 помешкання (33/км²).
Расовий склад населення:
| - 98,9 % — білих - 0,6 % — азіатів |

До двох чи більше рас належало 0,6 %. Частка іспаномовних становила 0,0 % від усіх жителів.
За віковим діапазоном населення розподілялося таким чином: 11,5 % — особи молодші 18 років, 63,8 % — особи у віці 18—64 років, 24,7 % — особи у віці 65 років та старші. Медіана віку мешканця становила 48,8 року. На 100 осіб жіночої статі у переписній місцевості припадало 87,1 чоловіків;  на 100 жінок у віці від 18 років та старших — 85,5 чоловіків також старших 18 років.
Середній дохід на одне домашнє господарство  становив 49 675 доларів США (медіана — 51 042), а середній дохід на одну сім'ю — 47 969 доларів (медіана — 51 125). 
Цивільне працевлаштоване населення становило 48 осіб. Основні галузі зайнятості: роздрібна торгівля — 39,6 %, освіта, охорона здоров'я та соціальна допомога — 35,4 %, науковці, спеціалісти, менеджери — 25,0 %.